# Bagimont
Bagimont is een dorp in de Belgische provincie Namen en een deelgemeente van Vresse-sur-Semois. Bagimont ligt in een bosrijke omgeving tegen de Franse grens.
Sinds 1823 behoorde Bagimont samen met Pussemange tot de gemeente Sugny in de provincie Luxemburg. In 1859 werd Bagimont net als Pussemange een zelfstandige gemeente. In 1965 verloren beide gemeenten weer hun zelfstandigheid en werden bij de gemeente Sugny aangehecht. In 1977 werden deze plaatsen deelgemeente van Vresse-sur-Semois in de provincie Namen.

## Demografische ontwikkeling
- Bron: NIS; Opm:1831 t/m 1961=volkstellingen; 1964=inwoneraantal op 31 december
- 1823: opheffing van de gemeente Bagimont (160 inwoners) die bij Sugny werd gevoegd
- 1859: heroprichting van de gemeente Bagimont

## Bezienswaardigheden
- De Johannes de Doperkerk

Deelgemeenten: Alle · Bagimont · Bohan · Chairière · Laforêt · Membre · Mouzaive · Nafraiture · Orchimont · Pussemange · Sugny · Vresse

Overige kern: Hérisson

Belgische gemeenten · arrondissement Dinant · provincie Namen · Wallonië